# Mikroregion Předina
Mikroregion Předina je dobrovolný svazek dle zákona 128/2000 sb. o obcích v okresu Prostějov, jeho sídlem je Brodek u Prostějova a jeho cílem je zejména ochrana prosazování společných zájmů obcí. Sdružuje celkem 8 obcí a byl založen v roce 2001.

## Obce sdružené v mikroregionu
- Brodek u Prostějova
- Dobrochov
- Hradčany-Kobeřice
- Ondratice
- Otaslavice
- Vincencov
- Vranovice-Kelčice
- Vřesovice